# الکساندر گاما
الکساندر گاما (انگلیسی: Alexandre Gama؛ زادهٔ ۴ ژانویهٔ ۱۹۶۸) مربی فوتبال اهل برزیل است.
از باشگاه‌هایی که در آن بازی کرده‌است می‌توان به باشگاه فوتبال بوریرام یونایتد اشاره کرد.